# YOSHIKI (음악가)
요시키(YOSHIKI, 본명: 하야시 요시키(일본어: 林 佳樹), 1965년 11월 20일 ~ )는 일본의 싱어송라이터로, 록 밴드 엑스 재팬의 리더이다. 1965년 11월 20일 일본 지바현 다테야마시에서 태어났다.

## 생애
치바현립 안방 고등학교에 다니고 있던 18세의 요시키는 1982년 여름, 4살 때부터 친구인 토시와 그 외 동급생으로 엑스(후의 엑스 재팬)를 결성, 토시와 함께 당시 있던 아오야마 레코딩 스쿨 입학을 위해 상경한다. 인디에서 인디즈 음반 《VANISHING VISION》을 발매한 뒤 활동하며 지명도를 높여가다가 소니 뮤직 엔터테인먼트에서 오디션을 본 후 1989년 4월 21일 《Blue Blood》로 메이저에 데뷔했다.
1997년 12월 31일에 엑스 재팬이 해산하자, 그 이후 요시키의 독자적인 프로젝트인 Violet UK의 레코딩 작업을 중심으로 활동한다. 2002년 9월 1일에 globe에 가입하지만, globe로서의 활동은 맥시 싱글 《Seize the Light》 뿐이다. 또한 대한민국의 록 밴드 엠씨 더 맥스와 트랙스의 음반 프로듀서를 맡기도 했다.
2006년 8월, 친한 일본 음악가인 각트와 프로젝트의 결성을 발표, LUNA SEA의 기타리스트 스기조, 듀르 퀄츠의 미야비로 이루어진 밴드 S.K.I.N.을 결성하기도 했다.
2007년 말, 요시키는 영화 쏘우 4의 엔딩테마 I.V.의 작곡 중, 엑스 재팬의 재결합을 발표했으며, 2008년 3월 28일과 29일, 30일 엑스 재팬의 부활 콘서트 〈공격 재개 2008 I.V. ~파멸을 향하여~〉에 참가했다.

## 출연 작품
- 위 아 엑스

## 수상 목록
- 2023년 엠넷 아시안 뮤직 어워즈 페이보릿 인터내셔널 아티스트상

## 같이 보기
- 엑스 재팬
- 토시
- 히데
- 파타
- 히스
- 타이지
- 스기조
- globe
- S.K.I.N.
- 각트